# Tour du Limousin 1999
Il Tour du Limousin 1999, trentaduesima edizione della corsa, si svolse dal 17 al 20 agosto 1999 su un percorso di 702 km ripartiti in 4 tappe, con partenza e arrivo a Limoges. Fu vinto dal francese Stéphane Heulot della FDJ davanti al polacco Grzegorz Gwiazdowski e all'estone Lauri Aus.

## Tappe
| Tappa  | Data      | Percorso                    | km  | Vincitore di tappa  | Leader cl. generale |
| ------ | --------- | --------------------------- | --- | ------------------- | ------------------- |
| 1ª     | 17 agosto | Limoges > Trélissac         | 179 | Marco Cannone       | Marco Cannone       |
| 2ª     | 18 agosto | Trélissac > Turenne         | 176 | Stéphane Heulot     | Stéphane Heulot     |
| 3ª     | 19 agosto | Brive-la-Gaillarde > Guéret | 183 | Aleksandr Vinokurov | Stéphane Heulot     |
| 4ª     | 20 agosto | Guéret > Limoges            | 164 | Laurent Desbiens    | Stéphane Heulot     |
| Totale | Totale    | Totale                      | 702 |                     |                     |

## Dettagli delle tappe

### 1ª tappa
- 17 agosto: Limoges > Trélissac – 179 km

| Pos. | Corridore     | Squadra      | Tempo    |
| ---- | ------------- | ------------ | -------- |
| 1    | Marco Cannone | Amore & Vita | 4h18'19" |
| 2    | Olaf Pollack  | Agro         | s.t.     |
| 3    | Lauri Aus     | Casino       | s.t.     |

| Pos. | Corridore     | Squadra      | Tempo    |
| ---- | ------------- | ------------ | -------- |
| 1    | Marco Cannone | Amore & Vita | 4h18'19" |

### 2ª tappa
- 18 agosto: Trélissac > Turenne – 176 km

| Pos. | Corridore            | Squadra | Tempo    |
| ---- | -------------------- | ------- | -------- |
| 1    | Stéphane Heulot      | FDJ     | 4h10'41" |
| 2    | Grzegorz Gwiazdowski | Cofidis | s.t.     |
| 3    | Lauri Aus            | Casino  | a 7"     |

| Pos. | Corridore       | Squadra | Tempo    |
| ---- | --------------- | ------- | -------- |
| 1    | Stéphane Heulot | FDJ     | 8h29'00" |

### 3ª tappa
- 19 agosto: Brive-la-Gaillarde > Guéret – 183 km

| Pos. | Corridore           | Squadra         | Tempo    |
| ---- | ------------------- | --------------- | -------- |
| 1    | Aleksandr Vinokurov | Casino          | 4h25'20" |
| 2    | François Simon      | Crédit Agricole | a 26"    |
| 3    | Peter Farazijn      | Cofidis         | a 28"    |

| Pos. | Corridore       | Squadra | Tempo     |
| ---- | --------------- | ------- | --------- |
| 1    | Stéphane Heulot | FDJ     | 12h56'24" |

### 4ª tappa
- 20 agosto: Guéret > Limoges – 164 km

| Pos. | Corridore          | Squadra | Tempo    |
| ---- | ------------------ | ------- | -------- |
| 1    | Laurent Desbiens   | Cofidis | 3h47'25" |
| 2    | Yoann Le Boulanger |         | a 28"    |
| 3    | Mikael Holst Kyneb | Home    | s.t.     |

| Pos. | Corridore            | Squadra | Tempo     |
| ---- | -------------------- | ------- | --------- |
| 1    | Stéphane Heulot      | FDJ     | 16h44'51" |
| 2    | Grzegorz Gwiazdowski | Cofidis | s.t.      |
| 3    | Lauri Aus            | Casino  | a 7"      |

## Classifiche finali

### Classifica generale
| Pos. | Corridore            | Squadra                | Tempo     |
| ---- | -------------------- | ---------------------- | --------- |
| 1    | Stéphane Heulot      | FDJ                    | 16h44'51" |
| 2    | Grzegorz Gwiazdowski | Cofidis                | s.t.      |
| 3    | Lauri Aus            | Casino                 | a 7"      |
| 4    | Jesper Skibby        | Team Home-Jack & Jones | a 24"     |
| 5    | Lylian Lebreton      | Big Mat-Auber 93       | a 37"     |
| 6    | Óscar Sevilla        | Kelme                  | a 6'28"   |
| 7    | Eddy Torrekens       | Tonissteiner-Colnago   | a 6'45"   |
| 8    | Steve De Wolf        | Cofidis                | a 7'13"   |
| 9    | Sébastien Hinault    | Crédit Agricole        | a 7'15"   |